# Associazione Calcio Cesena 1968-1969
Questa pagina raccoglie le informazioni riguardanti l'Associazione Calcio Cesena nelle competizioni ufficiali della stagione 1968-1969.

## Rosa
| N. |                      | Ruolo | Calciatore           |
| -- | -------------------- | ----- | -------------------- |
|    | Italia (bandiera)    | D     | Paolo Ammoniaci      |
|    | Italia (bandiera)    | D     | Angelo Bernardini    |
|    | Italia (bandiera)    | C     | Silvio Bertani       |
|    | Italia (bandiera)    | A     | Umberto Berti        |
|    | Italia (bandiera)    | D     | Franco Bonavita      |
|    | Italia (bandiera)    | C     | Sauro Brondi         |
|    | Italia (bandiera)    | C     | Fabio Bonini         |
|    | Italia (bandiera)    | A     | Luigi Buglioni       |
|    | Italia (bandiera)    | C     | Marco Capecchi       |
|    | Argentina (bandiera) | C     | Luis César Carniglia |
|    | Italia (bandiera)    | D     | Giampiero Ceccarelli |
|    | Italia (bandiera)    | P     | Paolo Cimpiel        |
|    | Italia (bandiera)    | A     | Sidio Corradi        |
|    | Italia (bandiera)    | A     | Beniamino Di Giacomo |
|    | Italia (bandiera)    | C     | Renzo Fantazzi       |

| N. |                   | Ruolo | Calciatore          |
| -- | ----------------- | ----- | ------------------- |
|    | Italia (bandiera) | D     | Alberto Giacomin    |
|    | Italia (bandiera) | P     | Ubaldo Giorgini     |
|    | Italia (bandiera) | A     | Gabriele Gualazzini |
|    | Italia (bandiera) | D     | Giampaolo Lampredi  |
|    | Italia (bandiera) | C     | Leonello Leoni      |
|    | Italia (bandiera) | D     | Franco Masetto      |
|    | Italia (bandiera) | A     | Enzo Montanari      |
|    | Italia (bandiera) | C     | Romano Guido Nimis  |
|    | Italia (bandiera) | A     | Ivo Perissinotto    |
|    | Italia (bandiera) | D     | Francesco Scorsa    |
|    | Italia (bandiera) | D     | Vittorio Spimi      |
|    | Italia (bandiera) | A     | Gino Stacchini      |
|    | Italia (bandiera) | C     | Vittorio Zanetti    |
|    | Italia (bandiera) | P     | Adriano Zanier      |

## Risultati

### Serie B

#### Girone di andata
| 23 gennaio 1968 1ª giornata | Cesena | 2 – 2 | Catania |  |

| 6 ottobre 1968 2ª giornata | Cesena | 0 – 1 | Catanzaro |  |

| 13 ottobre 1968 3ª giornata | Como | 1 – 1 | Cesena |  |

| 23 dicembre 1951 4ª giornata | Cesena | 0 – 0 | Brescia |  |

| 3 novembre 1968 5ª giornata | Modena | 0 – 0 | Cesena |  |

| 10 novembre 1968 6ª giornata | Cesena | 0 – 1 | Genoa |  |

| 17 novembre 1968 7ª giornata | Padova | 0 – 1 | Cesena |  |

| 24 novembre 1968 8ª giornata | Cesena | 0 – 0 | Bari |  |

| 1º dicembre 1968 9ª giornata | Perugia | 1 – 0 | Cesena |  |

| 8 dicembre 1968 10ª giornata | Monza | 2 – 0 | Cesena |  |

| 15 dicembre 1968 11ª giornata | Cesena | 0 – 4 | Lazio |  |

| 15 dicembre 1968 12ª giornata | Foggia & Incedit | 1 – 1 | Cesena |  |

| 29 dicembre 1968 13ª giornata | Cesena | 1 – 1 | Ternana |  |

| 5 gennaio 1969 14ª giornata | Livorno | 1 – 0 | Cesena |  |

| 12 gennaio 1969 15ª giornata | Cesena | 2 – 1 | Lecco |  |

| 19 gennaio 1969 16ª giornata | SPAL | 3 – 2 | Cesena |  |

| 24 novembre 1996 17ª giornata | Cesena | 3 – 0 | Mantova |  |

| 9 dicembre 1945 18ª giornata | Reggiana | 2 – 0 | Cesena |  |

| 9 febbraio 1969 19ª giornata | Cesena | 0 – 0 | Reggina |  |

#### Girone di ritorno
| 16 febbraio 1969 20ª giornata | Catania | 1 – 0 | Cesena |  |

| 23 febbraio 1969 21ª giornata | Catanzaro | 0 – 0 | Cesena |  |

| 2 marzo 1969 22ª giornata | Cesena | 2 – 1 | Como |  |

| 9 marzo 1969 23ª giornata | Brescia | 1 – 0 | Cesena |  |

| 16 marzo 1969 24ª giornata | Cesena | 1 – 0 | Modena |  |

| 23 marzo 1969 25ª giornata | Genoa | 1 – 2 | Cesena |  |

| 30 marzo 1969 26ª giornata | Cesena | 3 – 1 | Padova |  |

| 13 aprile 1969 27ª giornata | Bari | 1 – 0 | Cesena |  |

| 20 aprile 1969 28ª giornata | Cesena | 2 – 1 | Perugia |  |

| 27 aprile 1969 29ª giornata | Cesena | 0 – 0 | Monza |  |

| 4 maggio 1969 30ª giornata | Lazio | 2 – 0 | Cesena |  |

| 11 maggio 1969 31ª giornata | Cesena | 1 – 0 | Foggia |  |

| 15 maggio 1969 32ª giornata | Ternana | 1 – 1 | Cesena |  |

| 18 maggio 1969 33ª giornata | Cesena | 0 – 0 | Livorno |  |

| 25 maggio 1969 34ª giornata | Lecco | 1 – 1 | Cesena |  |

| 1º giugno 1969 35ª giornata | Cesena | 1 – 0 | SPAL |  |

| 8 giugno 1969 36ª giornata | Mantova | 2 – 0 | Cesena |  |

| 15 giugno 1969 37ª giornata | Cesena | 0 – 0 | Reggiana |  |

| 22 giugno 1969 38ª giornata | Reggina | 3 – 0 | Cesena |  |

## Statistiche

### Statistiche di squadra
| Competizione | Punti | In casa | In casa | In casa | In casa | In casa | In casa | In trasferta | In trasferta | In trasferta | In trasferta | In trasferta | In trasferta | Totale | Totale | Totale | Totale | Totale | Totale | DR  |
| Competizione | Punti | G       | V       | N       | P       | Gf      | Gs      | G            | V            | N            | P            | Gf           | Gs           | G      | V      | N      | P      | Gf     | Gs     | DR  |
| ------------ | ----- | ------- | ------- | ------- | ------- | ------- | ------- | ------------ | ------------ | ------------ | ------------ | ------------ | ------------ | ------ | ------ | ------ | ------ | ------ | ------ | --- |
| Serie B      | 34    | 19      | 8       | 8       | 3       | 18      | 13      | 19           | 2            | 6            | 11           | 9            | 24           | 38     | 10     | 14     | 14     | 27     | 37     | -10 |
| Coppa Italia | 3     | 2       | 1       | 1       | 0       | 1       | 0       | 1            | 0            | 0            | 1            | 0            | 1            | 3      | 1      | 1      | 1      | 1      | 1      | 0   |
| Totale       |       | 21      | 9       | 9       | 3       | 19      | 13      | 20           | 2            | 6            | 12           | 9            | 25           | 41     | 11     | 15     | 15     | 28     | 38     | -10 |

### Statistiche dei giocatori
| Giocatore       | Serie B  | Serie B | Coppa Italia | Coppa Italia | Totale   | Totale |
| Giocatore       | Presenze | Reti    | Presenze     | Reti         | Presenze | Reti   |
| --------------- | -------- | ------- | ------------ | ------------ | -------- | ------ |
| P. Ammoniaci    | 23       | 0       | -            | -            | 23       | 0      |
| A. Bernardini   | 1        | 0       | -            | -            | 1        | 0      |
| S. Bertani      | 11       | 0       | -            | -            | 11       | 0      |
| U. Berti        | 3        | 0       | -            | -            | 3        | 0      |
| F. Bonavita     | 5        | 0       | -            | -            | 5        | 0      |
| S. Brondi       | 9        | 0       | -            | -            | 9        | 0      |
| F. Bonini       | 20       | 0       | 3            | 0            | 23       | 0      |
| L. Buglioni     | 13       | 5       | 1            | 0            | 14       | 5      |
| M. Capecchi     | 24       | 2       | -            | -            | 24       | 2      |
| L. Carniglia    | 2        | 0       | 3            | 1            | 5        | 1      |
| G. Ceccarelli   | 28       | 0       | 1            | 0            | 29       | 0      |
| P. Cimpiel      | 21       | -22     | -            | -            | 21       | -22    |
| S. Corradi      | 25       | 7       | 3            | 0            | 28       | 7      |
| B. Di Giacomo   | 17       | 5       | 2            | 0            | 19       | 5      |
| R. Fantazzi     | 33       | 0       | 3            | 0            | 36       | 0      |
| A. Giacomin     | 34       | 0       | 2            | 0            | 36       | 0      |
| U. Giorgini     | 1        | 0       | -            | -            | 1        | 0      |
| G. Gualazzini   | 10       | 0       | -            | -            | 10       | 0      |
| G. Lampredi     | 2        | 0       | 1            | 0            | 3        | 0      |
| L. Leoni        | 26       | 0       | 3            | 0            | 29       | 0      |
| F. Masetto      | 2        | 0       | -            | -            | 2        | 0      |
| E. Montanari    | 18       | 0       | 1            | 0            | 19       | 0      |
| R. Nimis        | 7        | 0       | -            | -            | 7        | 0      |
| I. Perissinotto | 1        | 0       | -            | -            | 1        | 0      |
| F. Scorsa       | 12       | 1       | -            | -            | 12       | 1      |
| V. Spimi        | 28       | 0       | 3            | 0            | 31       | 0      |
| G. Stacchini    | 19       | 2       | 2            | 0            | 21       | 2      |
| V. Zanetti      | 36       | 1       | 3            | 0            | 39       | 1      |
| A. Zanier       | 18       | -15     | 3            | -1           | 21       | -16    |